# Сражение при Лугоше
Сражение при Лугоше (турецк. Lugos Muharebesi) произошло 21 сентября 1695 года недалеко от города Лугош в Восточном Банате между армией Османской империи и войсками Габсбургской монархии во время Великой турецкой войны. В ходе сражения погиб австрийский фельдмаршал Ветерани.
К 1695 году Османская империя возобновила наступление в Трансильвании, и вскоре после этого её армия во главе с самим султаном Мустафой II захватила Липову. Защищал регион Банат и расположился лагерем недалеко от Липовы австрийский фельдмаршал Иоганн Фридрих Амброзиус фон Ветерани (итал. Федерико Амброзио Ветерани). Трансильванская армия Ветерани состояла из 7000 кавалеристов и 800 пехотинцев, но позже к ней присоединились новые солдаты, в том числе люди сербского подполковника Антония Знорича.
Ветерани развернул свои войска, опираясь на заболоченную пойму реки Темеш. Он расположил своих солдат в две линии. Солдаты также вырыли траншеи вокруг лагеря. 20 сентября, столкнувшись с османским авангардом, Ветерани подумал, что нерегулярные всадники просто прикрывают отступление основной османской армии к Темешвару. Он надеялся на подход главной имперской армии (50 000 человек), которой в это время командовал саксонский курфюрст Август Сильный.
На следующий день прибыла основная армия султана. Генерал поспешил на правое крыло и встал в первой линии, не надев стального нагрудника. Османская армия атаковала, но кавалеристы Ветерани дважды отбили их. Орудия и мушкетеры открыли по нападавшим огонь, но вскоре у них закончились боеприпасы. Левым флангом командовал генерал Трухсес, он остановил турок картечью. Османские солдаты бежали, и сам султан Мустафа убил некоторых, чтобы остановить беглецов. В этот момент османская кавалерия атаковала имперцев с двух сторон. Ветерани смог отбросить их на правом крыле, а затем поскакал на левое крыло, чтобы поддержать.
Именно тогда Арнаут-паша во второй раз повел своих людей против правого крыла христиан. Ему удалось захватить пушки и отбить удар конницы, которой командовал сам Ветерани. Был уже полдень, и в завязавшейся схватке Ветерани был ранен в руку, затем в голову и потерял сознание.
После ранения Ветерани сопротивление имперцев длилось недолго. Вскоре османы ворвались в укрепленный лагерь, и завязалась рукопашная схватка. Кавалеристы бежали, и около 2500 имперских пехотинцев погибли. Противник захватил весь лагерь, включая пушки. Погиб также сербский подполковник Антоний Знорич, а также Арнаут-паша.
Однако после победы султан Мустафа II не решился вторгаться в Трансильванию, так как с тыла подходила опоздавшая к сражению главная имперская армия Августа Сильного. Султан довольствовался взятием Липова, Карансебеша и Лугоша, которые разорил, а затем отступил.